# Ronnie Lott
Ronald Mandel "Ronnie" Lott (8 de maio de 1959, Albuquerque, Novo México) é um ex-jogador de futebol americano que atuava como cornerback, free safety e como strong safety na faculdade e depois atuou como profissional na National Football League. Ele é conhecido por seu jogo extremamente físico e por não evitar contatos com os adversários. Notável por sua resistência física e também por ter ido ao Pro Bowl como cornerback e como safety, Lott é considerado um dos melhores defensive backs na história da NFL.